# Ана Фрил
Ана Луиза Фрил (енгл. Anna Louise Friel; 12. јул 1976) британска је глумица најпознатија по улози у серији Pushing Daisies која јој је донела номинацију за награду Златни глобус.

## Важнија филмографија
| Година    | Наслов                            | Улога              | Напомене |
| --------- | --------------------------------- | ------------------ | -------- |
| 1999      | Сан летње ноћи                    | Хермиа             |          |
| 2001      | Ратна млада                       | Лили               |          |
| 2001      | Ја без тебе                       | Марина             |          |
| 2004      | Савршени странци                  | Сузи Вајлдинг      |          |
| 2005      | Гол!                              | Роз Хармисон       |          |
| 2007—2008 | Pushing Daisies                   | Шарлот „Чак“ Чарлс |          |
| 2008      | Батори                            | Ержебет Батори     |          |
| 2009      | Земља изгубљених                  | Холи Кантрел       |          |
| 2010      | Упознаћеш високог, црног мушаркца | Ајрис              |          |
| 2011      | Без ограничења                    | Мелиса             |          |
| 2013      | Лице љубави                       | Џин Рејмонд        |          |
| 2016      | Администратор                     | Роуз Реган         |          |